# Нисики (река)
Нисики (яп. 錦川 нисикигава, также: Нисики-Гава, Ива́куни) — река в Японии на острове Хонсю. Протекает по территории префектуры Ямагути.
Длина реки составляет 110,3 км, территория её бассейна — 889,8 км². Согласно японской классификации, Нисики является рекой второго класса.
Нисики начинается под город Адзамигадаке (莇岳), на границе с префектурой Симане. Она течёт на юг по впадине Кано (鹿野盆地), после чего прорезает глубокие извилистые ущелья в плато Сусума (須々万高原). Далее река поворачивает на северо-восток, а после впадения притока Уса (宇佐川) - на юго-восток. В среднем течении протекает через город Сюнан. В низовьях Нисики образует небольшую аллювиальную равнину, которая вскоре переходит в дельту реки.
Нисики является длиннейшей рекой префектуры. Вдоль реки проходит железнодорожная линия «Нисикигава Сэйрю». На реке стоят плотины Кодо (向道ダム) и Сугано (菅野ダム).
Нисики впадает в залив Хиросима (плёс Аки-нада Внутреннего Японского моря), в дельте реки расположен город Ивакуни, где через реку перекинут знаменитый пешеходный мост Кинтай.